# 玛格丽特·布伦南
玛格丽特·布伦南（Margaret Brennan，1980年3月26日—），驻华盛顿哥伦比亚特区的美国记者，爱尔兰裔美国人，现任CBS新聞面對國家的主持人，也是CBS新聞的首席外交事务记者。布伦南之前曾經擔任CBS的駐白宫记者。
在加入CBS之前，布伦南在彭博電視主持節目。她还擔任過全国广播公司商业频道的记者。
布伦南是美国外交关系协会的成员。她还在弗吉尼亚大学的校友顾问委员会和都柏林大学斯莫菲特商学院的顾问委员会任职。

## 早年生活和教育
布伦南出生于康涅狄格州斯坦福。
1998 年，布伦南毕业于康涅狄格州格林尼治圣心修道院。随后，她进入弗吉尼亚大学就讀，2002年毕业，获得外交和中东研究文学学士学位，並且還辅修了阿拉伯语。
2015年，她因在國際關係學的成就获得尼亚加拉大学荣誉文学博士学位。

## 职业

### 美国全国广播公司财经频道
布伦南于2002年加入全国广播公司商业频道，並且報道了金融危机，採訪過乔治·沃克·布什以及科林·鲍威尔和布赖恩·考恩。 

### 彭博电视台
2009年，布伦南加入了彭博電視。在彭博，她報道過歐洲主權債務危機、2010年墨西哥灣漏油事故。她還前往埃及解放广场现场直播2011年埃及革命。 
此外，布伦南还采访過國際貨幣基金組織總裁克里斯蒂娜·拉加德、投资人乔治·索罗斯、和英国前首相托尼·布莱尔。
布伦南于2012年离开彭博電視。

### CBS新闻

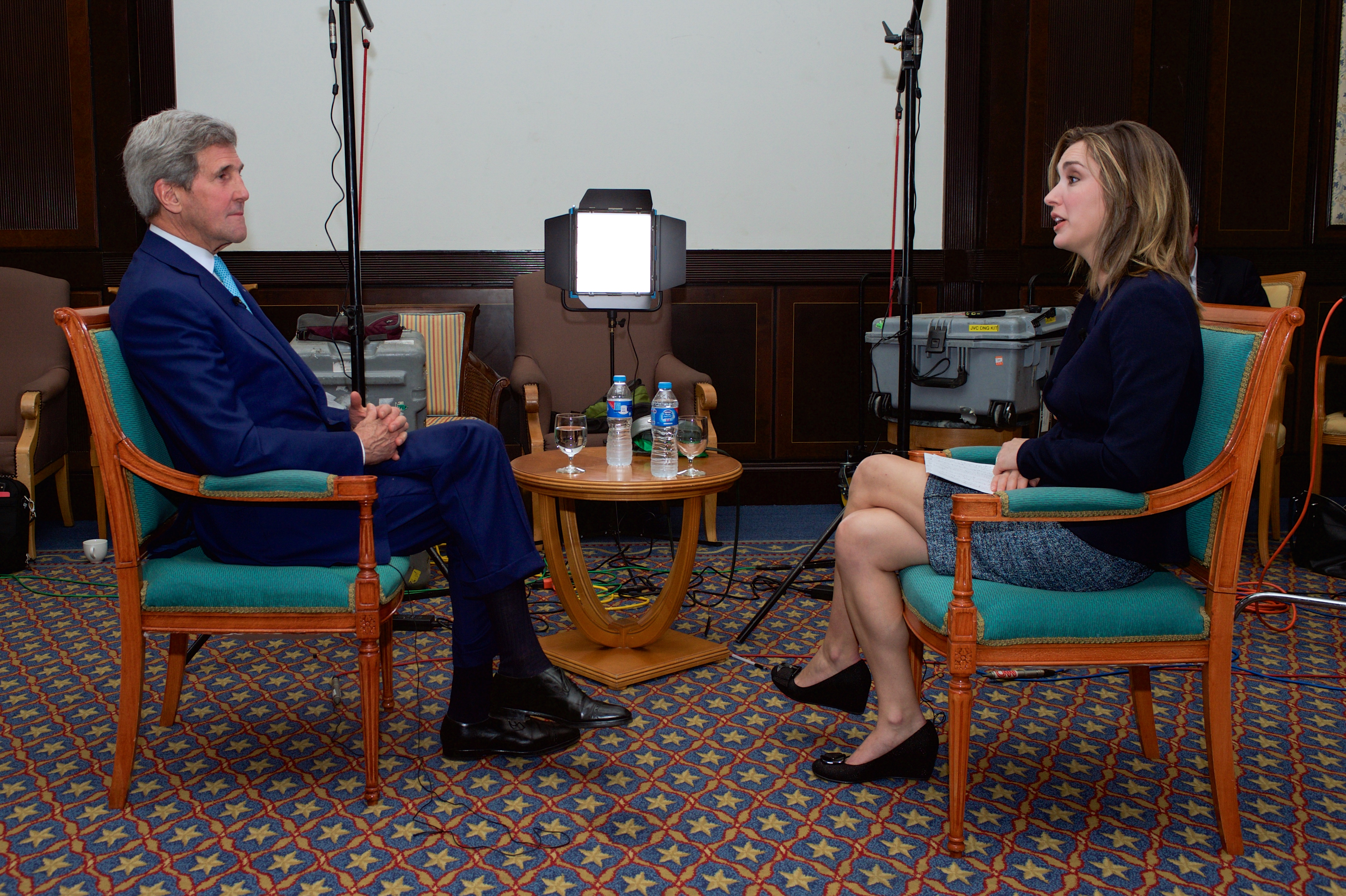
布伦南2015年採訪国务卿约翰·克里

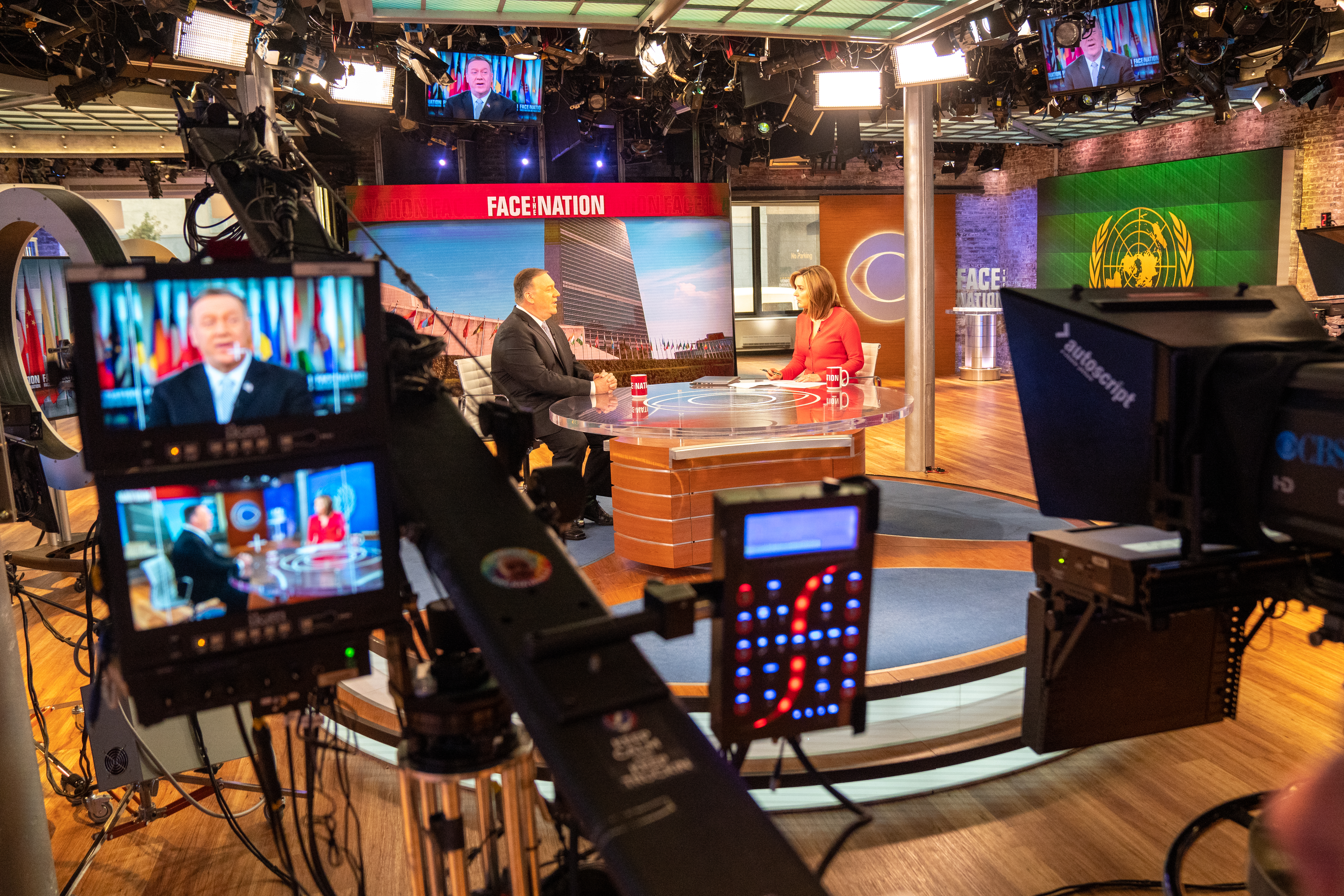
布伦南在2019年采访美国国务卿邁克·蓬佩奧

佈倫南于2012年7月加入CBS新聞 ，並因报道桑迪胡克小学枪击案而获得2012-2013年阿尔弗雷德·杜邦-哥伦比亚奖。期間她採訪過朴槿惠，並在班加西事件發生後採訪了希拉里·克林顿。

## 荣誉

### 外国勋章奖章
- 三等功绩勋章（乌克兰，2022年8月23日公布[18]）

### 奖项
布伦南因报道2018年佛罗里达校园枪击案而获得艾美奖“杰出新闻特别奖”。布伦南因对2019冠状病毒病疫情和伊朗－美國關係的报道而获得两项艾美奖“杰出新闻分析”提名。

## 个人生活
2015 年，布伦南与美国海军陆战队的辩护律师Yado Yakub结婚，后者是一名叙利亚裔美国律师。   2018年4月30日，在斯蒂芬·科拜尔晚间秀節目中，布伦南宣布她怀上了他们的第一个孩子，是一个男孩。他出生于2018年9月11日。她于2020年12月23日在 Instagram 上宣布，她即将迎来第二个孩子。她的第二个孩子同樣是一个男孩，于2021年4月28日出生。